# Alliopsis gentilis
Alliopsis gentilis este o specie de muște din genul Alliopsis, familia Anthomyiidae. A fost descrisă pentru prima dată de Huckett în anul 1950. Conform Catalogue of Life specia Alliopsis gentilis nu are subspecii cunoscute.